# Polyplumaria cornuta
Polyplumaria cornuta is een hydroïdpoliep uit de familie Plumulariidae. De poliep komt uit het geslacht Polyplumaria. Polyplumaria cornuta werd in 1884 voor het eerst wetenschappelijk beschreven door Bale. 